# Варио
Варио (яп. ワリオ Варио, англ. Wario) — персонаж видеоигр, созданный художником Хиродзи Киётакэ для компании Nintendo. Добрый, но жадный, друг детства водопроводчика Марио.
Варио появился в игре 1992 года Super Mario Land 2: 6 Golden Coins в качестве злодея и финального босса, после чего неоднократно появлялся в других играх серии про Марио, в которых стал уже не злодеем, а антигероем.
Жадность Варио подталкивает его к совершению нехороших действий, таких как захват замка Марио. Варио также очень хитёр, поскольку он много раз обманывал Марио. Варио помогал Королевству Грибов в отдельных случаях.

## Создание
Идея представить Варио в качестве нового персонажа возникла во время разработки Super Mario Land 2: 6 Golden Coins. Команда сотрудников была нацелена на изменение концепции, которая постоянно использовались в играх Марио; они хотели предоставить Марио новую цель. Вместо того, чтобы Марио сражался на благо кого-то другого (например, принцессы Дейзи в Super Mario Land и принцессы Пич во всех других играх), сотрудники хотели, чтобы Марио сражался, чтобы вернуть что-то свое. Перед развитием персонажа имя Варио было первым делом, которое было принято на основе японского слова «warui», что означает «плохой». Физический дизайн и индивидуальность Варио были основаны на идее, что главный герой должен иметь архи-соперника и врага. Хиродзи Киётакэ заявил, что отношения Варио с Марио были вдохновлены американскими персонажами комиксов Попаем и Блуто. Блуто физически хорошо построен, мотивирован своими интересами и более хитер, чем его коллега, Попай.

## Описание персонажа
Варио был задуман и изображается как полная противоположность Марио: у него сильные мускулистые руки (по играм известно, что он регулярно поднимает тяжести), длинные зигзагообразные усы, одет чаще всего в жёлтую кофту, ботинками с острыми носами и фиолетовый комбинезон. Обладает неприятным, агрессивным смехом. Любит чеснок. Вдобавок подвержен вредным привычкам, таким как ковыряние в носу.
Первоначально Варио говорил с сильным немецким акцентом- когда проигрывал, он говорил "So ein mist" (Вот блин!), игроки это интерпретировали как "No, I missed!". В играх для Nintendo 64 его озвучивал переводчик на немецкий язык - Томаш Шпиндлер.
Не обладает большой ловкостью и быстротой, как Марио, но сильнее его. Также, в отличие от Марио, он крайне живуч: если Марио можно убить с 1-3 касаний, то Варио можно убить только с 10-16, при этом далеко не все враги способны нанести ему урон. Также, как и Марио, он может брать предметы и получить более прогрессивные способности, но отличие в том что ещё может брать новые шляпы (в игре Wario Land: Super Mario Land 3) при помощи которых он сможет пройти уровень гораздо эффективнее.
Контрастность образов Марио и Варио подчёркивается ещё и тем, что Варио вдобавок подвержен неприятным привычкам (вроде ковыряния в носу) и даже иногда использует их в качестве атак. Также в спортивных играх он часто использует собственный большой живот (особенно это видно в игре Mario Smash Football, где он часто пинает мяч животом). Так же в игре Wario Land: Shake It! он показывает чудеса акробатики, быстро вращаясь на перекладине. В серии Super Smash Bros. Варио может атаковать своих противников и летать, выпуская кишечные газы. Согласно игровым теориям, это объяснено его диетой, состоящей преимущественно из чеснока и пива.
Во многих сериях Wario Land он так же использует в качестве коронного приёма "пайлдрайвер", при этом жертвами этого приема могут стать и в несколько раз более крупные существа, чем он сам.
Однако его самым узнаваемым приемом является рывок: Варио разгоняется и таранит врагов с плеча(в игре Wario land 3 показывается некоторые оригинальные способности когда игрок находит усиление для персонажа в качестве возврата того что он потерял). В Wario Land: Shake It! данный прием стал менее разрушителен, но появилась возможность использовать ускоритель, который позволяет Варио с разбегу ломать даже железные переборки.
В своих играх (серия Wario Land), за исключением Wario Land 3, он не спасает принцессу, а занят, как правило, личным обогащением, либо же вынужден совершать добрые поступки под давлением обстоятельств или ожидая за них вознаграждение так же как искать сокровища который он всегда делает. Имеет собственный кабриолет, самолёт, большой дом.